# رومی‌ها (فیلم ۲۰۱۷)
رومی‌ها (به انگلیسی: Romans) فیلمی محصول سال ۲۰۱۷ و به کارگردانی لودویگ شماسیان و پل شماسیان است. در این فیلم بازیگرانی همچون اورلاندو بلوم، جانت مانتگامری، چارلی کرید-میلز، ان رید، الکس فرنس و جاش میرز ایفای نقش کرده‌اند.